# Wang Le-čchüan
Wang Le-čchüan (čínsky pchin-jinem Wáng Lèquán, znaky zjednodušené 王乐泉, tradiční 王樂泉; * 21. prosince 1944) je bývalý čínský komunistický politik, původně místní funkcionář v provincii Šan-tung, kde dosáhl úřadu zástupce guvernéra (1989–1991) byl roku 1991 přeložen do Sin-ťiangu na pozici místopředsedy vlády (1991–1994). Poté v letech 1994–2010 vedl sinťiangskou organizaci Komunistické strany Číny. Jako tajemník významné regionální organizace byl členem vedení KS Číny jako člen politbyra (2002–2012). Roku 2010 byl ze Sin-ťiangu odvolán, náhradou obdržel funkci zástupce tajemníka politické a právní komise ÚV KS Číny (2010–2012). Roku 2012 odešel z politiky, později předsedal Čínské právnické společnosti (2013–2019).

## Život
Wang Le-čchüan se narodil 11. srpna 1938 v okresu Šou-kuang v provincii Šan-tung. Roku 1966 vstoupil do Komunistické strany Číny a převzal úřad zástupce hlavy komuny Chou-čen v okresu Šou-kuang, později i místopředsedy choučenského revolučního výboru a zástupce tajemníka choučenské organizace KS Číny. Roku 1975 postoupil na místo místopředsedy šoukuangského okresního revolučního výboru a zástupce tajemníka šoukuangského okresního výboru KS Číny, o tři roky později stanul v čele okresního revolučního výboru i stranické organizace. Roku 1982 povýšil na zástupce tajemníka šantungského provinčního výboru Komunistického svazu mládeže, současně studoval na ústřední stranické škole (1983–1986), poté vykonával úřad zástupce tajemníka (1986–1988) a tajemníka (1988–1989) stranické organizace prefektury Liao-čcheng. V letech 1989–1991 byl zástupcem guvernéra Šan-tungu.
Roku 1991 byl přeložen z rodného Šan-tungu do Ujgurské autonomní oblasti Sin-ťiang. V Sin-ťiangu zprvu zaujal pozici místopředsedy vlády, od roku 1992 byl současně i zástupcem tajemníka sinťiangského oblastního výboru KS Číny. Na XIV. sjezdu KS Číny v říjnu 1992 byl zvolen kandidátem ústředního výboru. V září 1994 převzal funkci tajemníka sinťiangského oblastního výboru KS Číny (do září 1995 úřadující tajemník). Na XV. sjezdu KS Číny v září 1997 postoupil mezi členy ústředního výboru (znovuzvolen 2002 a 2007). Na XVI. sjezdu KS Číny v listopadu 2002 byl zvolen členem politbyra (znovuzvolen 2007).
Tajemníkem sinťiangské stranické organizace byl neobvykle dlouho, roku 2006 byl opět zvolen na další období, přestože platilo pravidlo, že straničtí funkcionáři mohou být voleni pouze na dvě funkční období. Byl přezdíván „tajemník stability“ pro svoji schopnost vnést řád do chaotické situace. Jako tajemník byl zodpovědný za provádění modernizačních programů v Sin-ťiangu, podporoval industrializaci, rozvoj obchodu a investice do silnic a železnic. Podporoval rozvoj ropných a plynových polí v regionu, propojení plynovodů z Kazachstánu do východní Číny. Na druhé straně omezoval místní kulturu a náboženství, na základních školách nahradil ujgurštinu mandarínštinou, u státních zaměstnanců omezil nebo zakázal nošení vousů a šátků, půst a modlitby při práci.
V červenci 2009 propukly v Urumči násilné nepokoje, během kterých Ujgurové útočili na příslušníky národnostních menšin, především Chany. Trvalo několik dní, než se policii podařilo obnovit pořádek, podle oficiálních údajů zahynulo téměř dvě stě lidí, z velké většiny Chanů. Úřady Sin-ťiangu se poté staly terčem kritiky za neschopnost zasáhnout proti násilníkům, centrální vláda a vedení strany v Pekingu reagovaly několikaměsíčním šetřením situace a v dubnu 2012 odvoláním Wang Le-čchüana. Ve funkci ho nahradil Čang Čchun-sien, dosavadní tajemník provinčního výboru KS Číny v Chu-nanu. Wang Le-čchüan přešel na pozici zástupce tajemníka.
Na XVIII. sjezdu KS Číny v listopadu 2012 se vzdal stranických funkcí a úřadů a odešel z politiky.
V listopadu 2013 byl zvolen předsedou Čínské právnické společnosti, funkci vykonával do března 2019.